# برايان كوكي
برايان كوكي (بالإنجليزية: Brian Cooke)‏ هو كاتب سيناريو بريطاني، ولد في 1937 في ليفربول في المملكة المتحدة.

## وصلات خارجية
- برايان كوكي على موقع IMDb (الإنجليزية)
- برايان كوكي على موقع قاعدة بيانات الفيلم (الإنجليزية)